# Brantôme en Périgord
Brantôme en Périgord is een gemeente in het Franse departement Dordogne in de regio Nouvelle-Aquitaine. De gemeente is op 1 januari 2016 ontstaan door de fusie van de gemeenten Brantôme en Saint-Julien-de-Bourdeilles. Op 1 januari 2019 werd Brantôme en Périgord uitgebreid met de per die datum opgeheven gemeenten Cantillac, Eyvirat, La Gonterie-Boulouneix, Saint-Crépin-de-Richemont, Sencenac-Puy-de-Fourches en Valeuil. Brantôme en Périgord telde op 1 januari 2022 3.748 inwoners.

## Geografie
De oppervlakte van Brantôme en Périgord bedraagt 133,33 km², de bevolkingsdichtheid is 28 inwoners per km² (per 1 januari 2019).
De onderstaande kaart toont de ligging van Brantôme en Périgord met de belangrijkste infrastructuur en aangrenzende gemeenten.

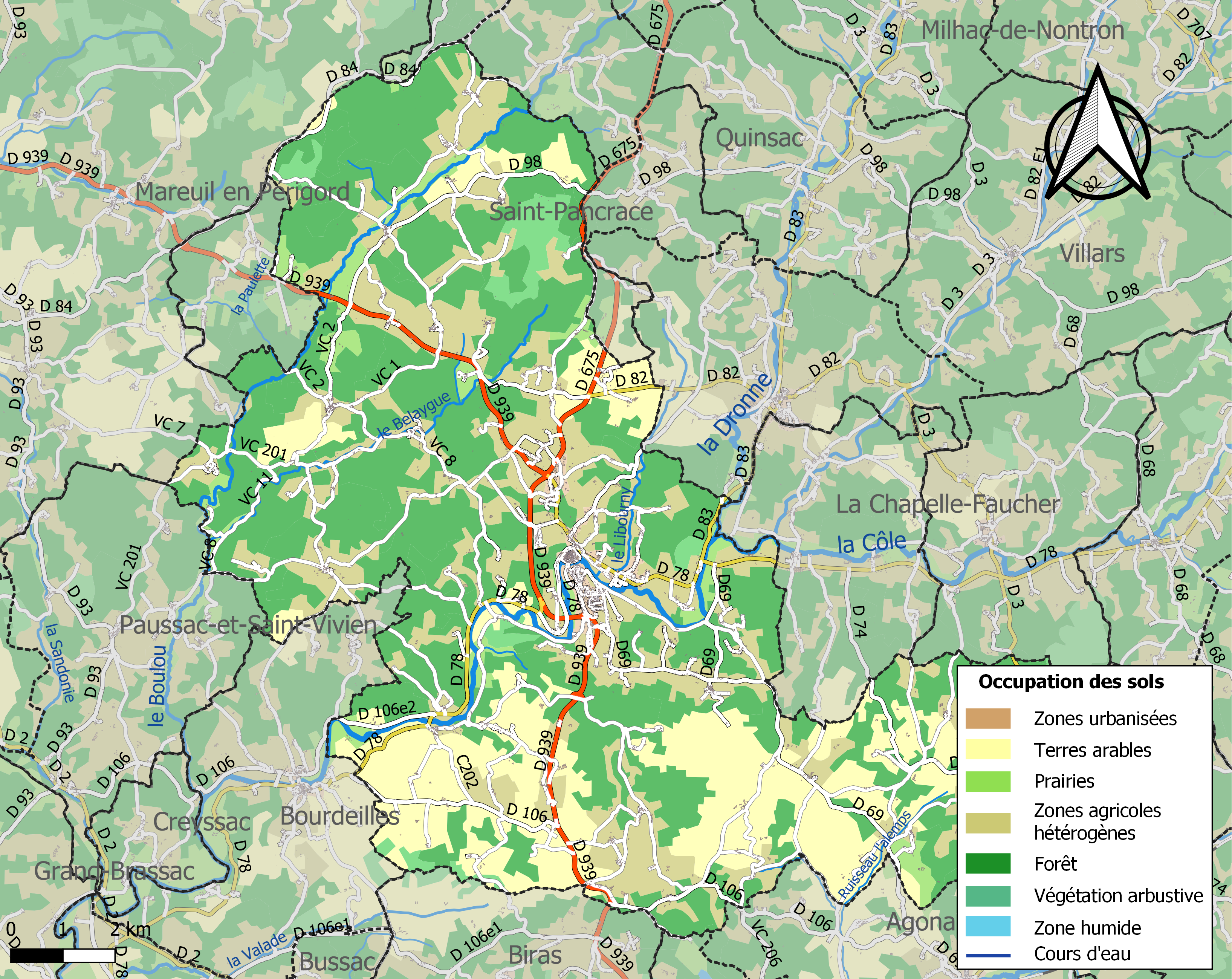

## Afbeeldingen

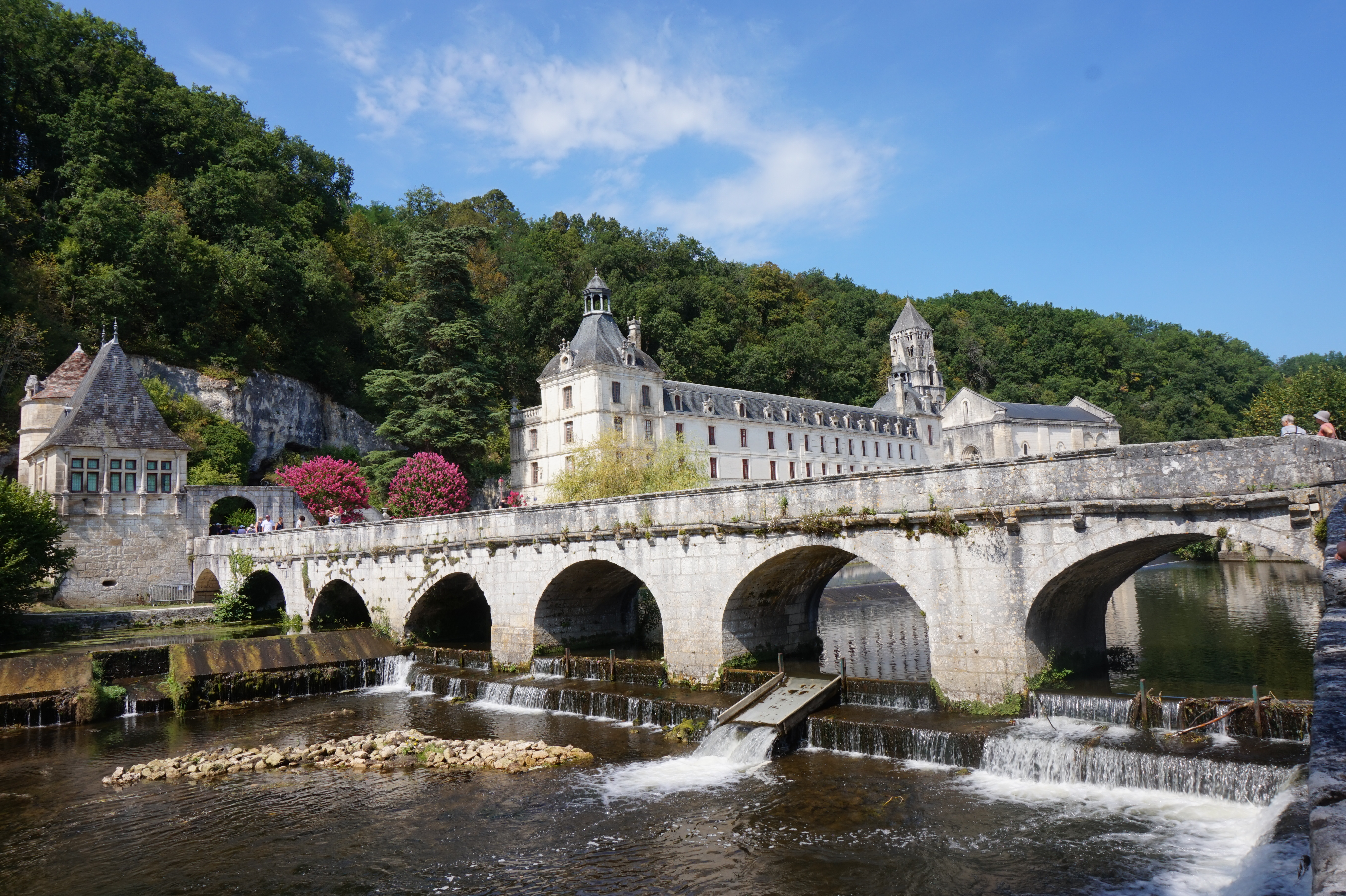
Brantôme met de rivier de Dronne
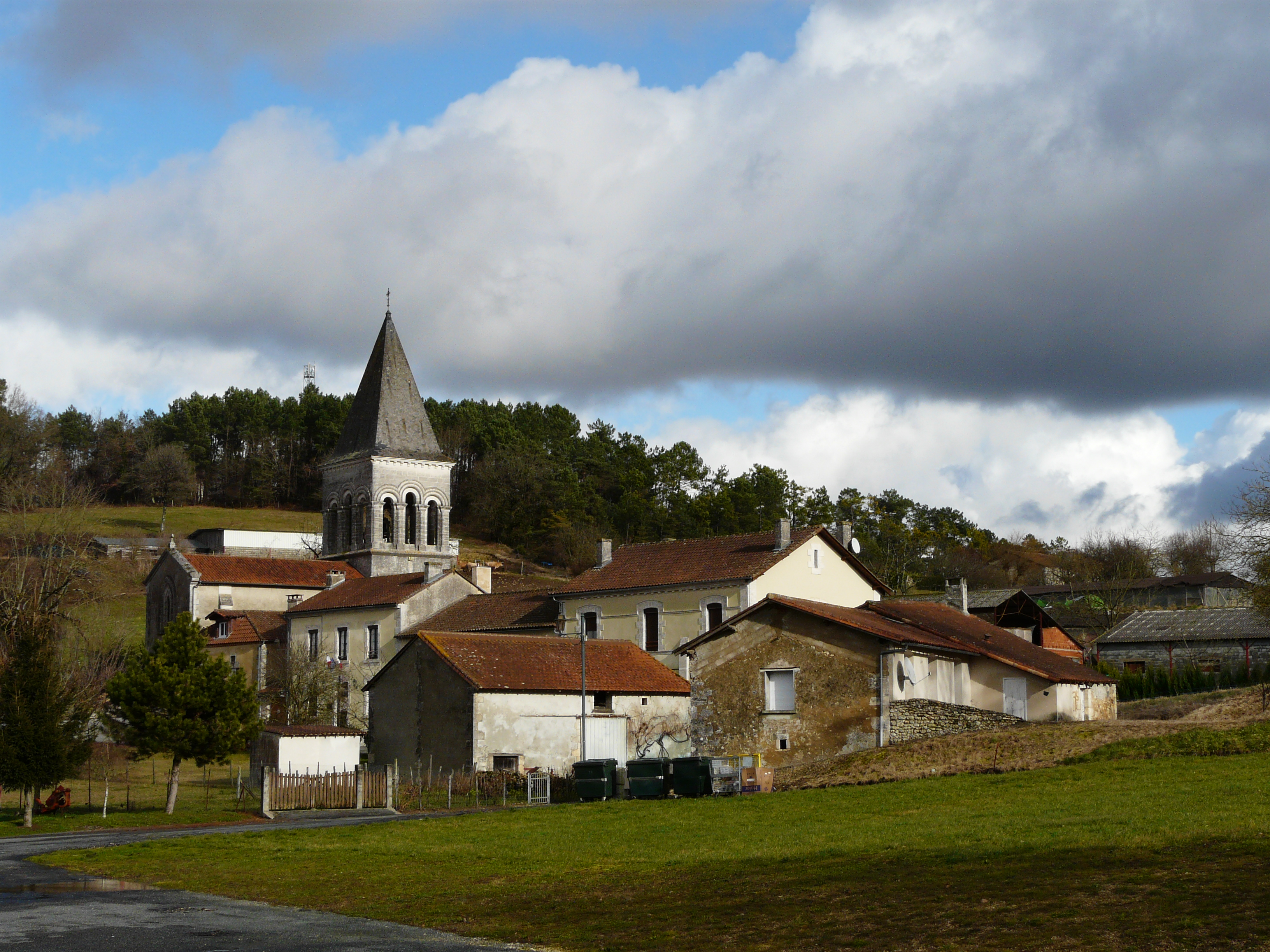
Eyvirat
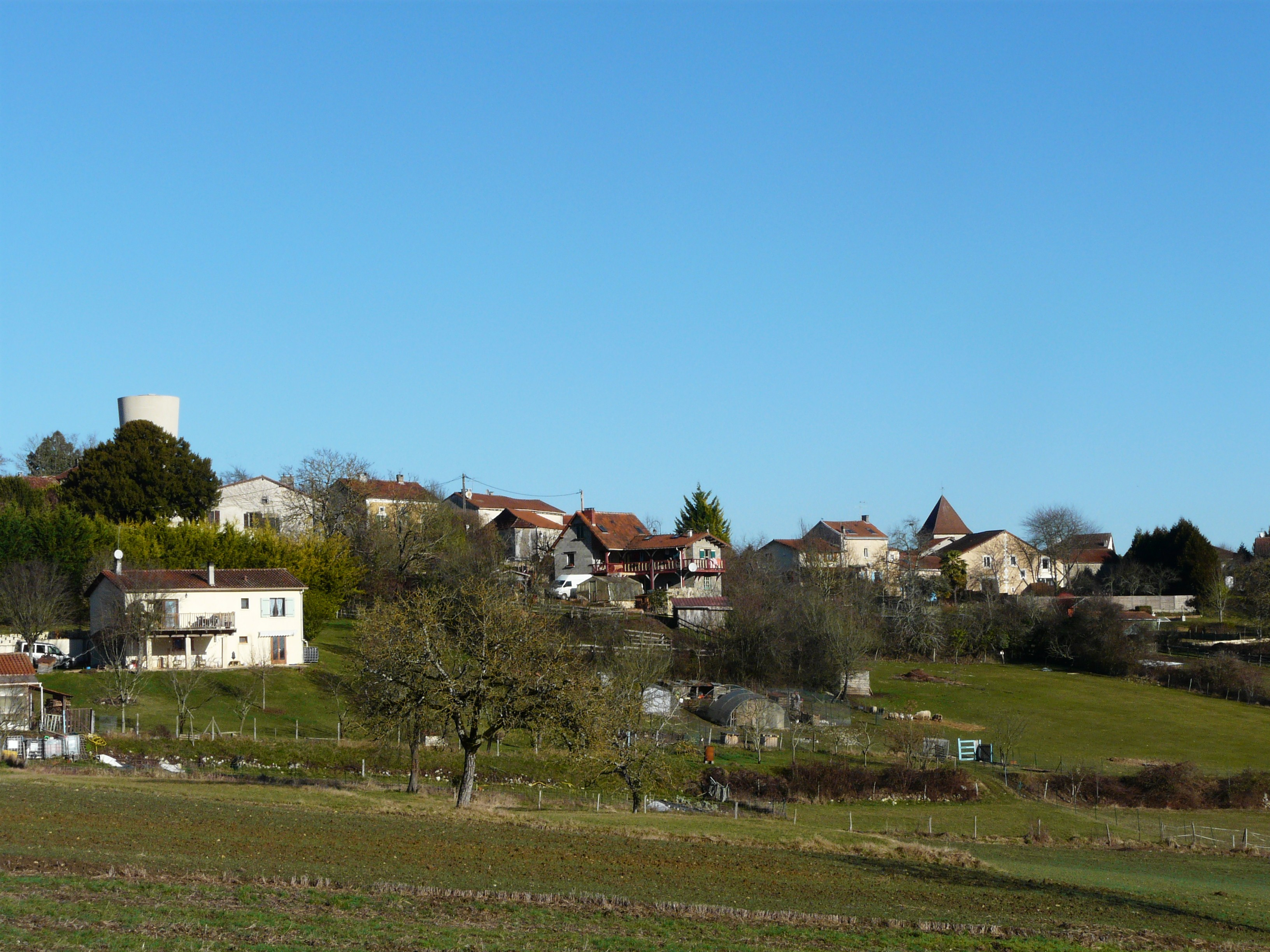
La Gonterie-Boulouneix
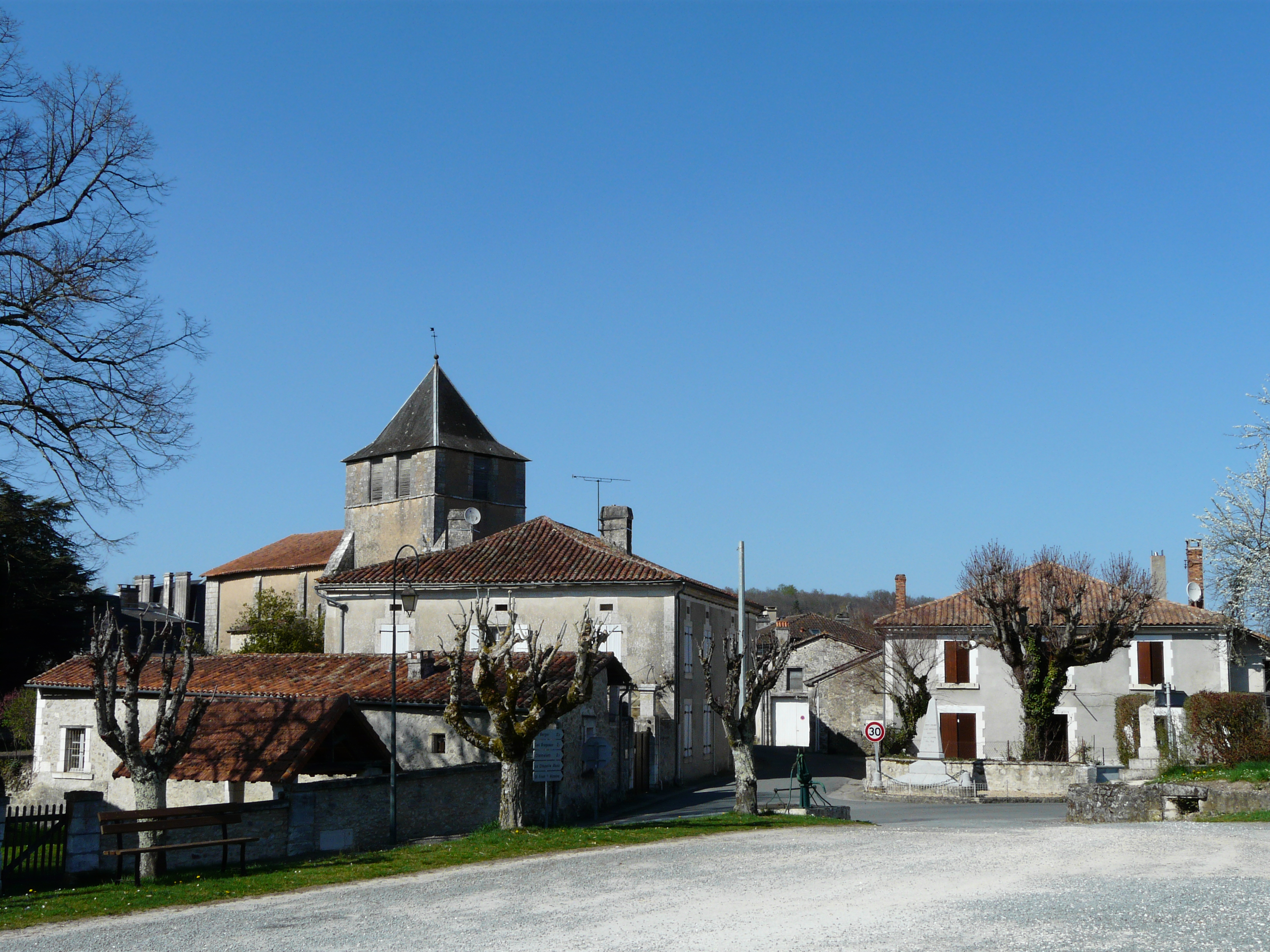
Saint-Crépin-de-Richemont
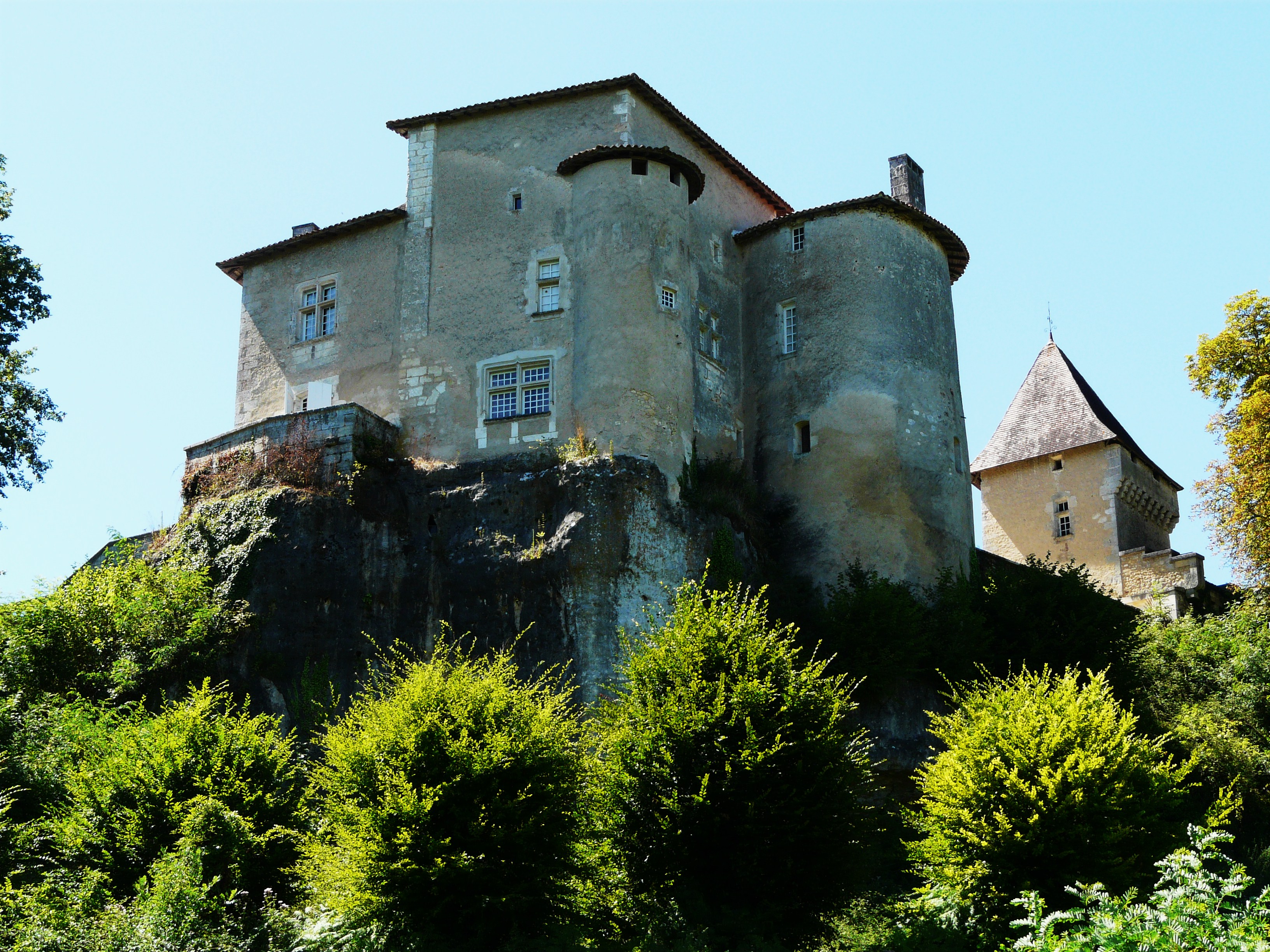
Château de Ramefort, Valeuil